# Kūh-e Ḩowẕ-e Solţān Sār
Kūh-e Ḩowẕ-e Solţān Sār (persiska: حُوضِ سُلطان سَر, حُوضِ سُلطان, Ḩowẕ-e Solţān Sar, کوه حوض سلطان سار) är ett berg i Iran.   Det ligger i provinsen Khorasan, i den centrala delen av landet, 500 km sydost om huvudstaden Teheran. Toppen på Kūh-e Ḩowẕ-e Solţān Sār är 1 173 meter över havet.
Terrängen runt Kūh-e Ḩowẕ-e Solţān Sār är kuperad åt sydost, men åt nordväst är den platt.  Trakten runt Kūh-e Ḩowẕ-e Solţān Sār är nära nog obefolkad, med mindre än två invånare per kvadratkilometer. Trakten runt Kūh-e Ḩowẕ-e Solţān Sār är ofruktbar med lite eller ingen växtlighet.